# Кьюзафорте
Кьюзафорте (итал. Chiusaforte) — коммуна в Италии, располагается в регионе Фриули-Венеция-Джулия, в провинции Удине.
Население составляет 754 человека (2008 г.), плотность населения составляет 8 чел./км². Занимает площадь 100 км². Почтовый индекс — 33010. Телефонный код — 0433.
Покровителем коммуны почитается святой апостол Варфоломей, празднование 24 августа.

## Демография
Динамика населения:

## Администрация коммуны
- Официальный сайт: http://www.comune.chiusaforte.ud.it

## Галерея

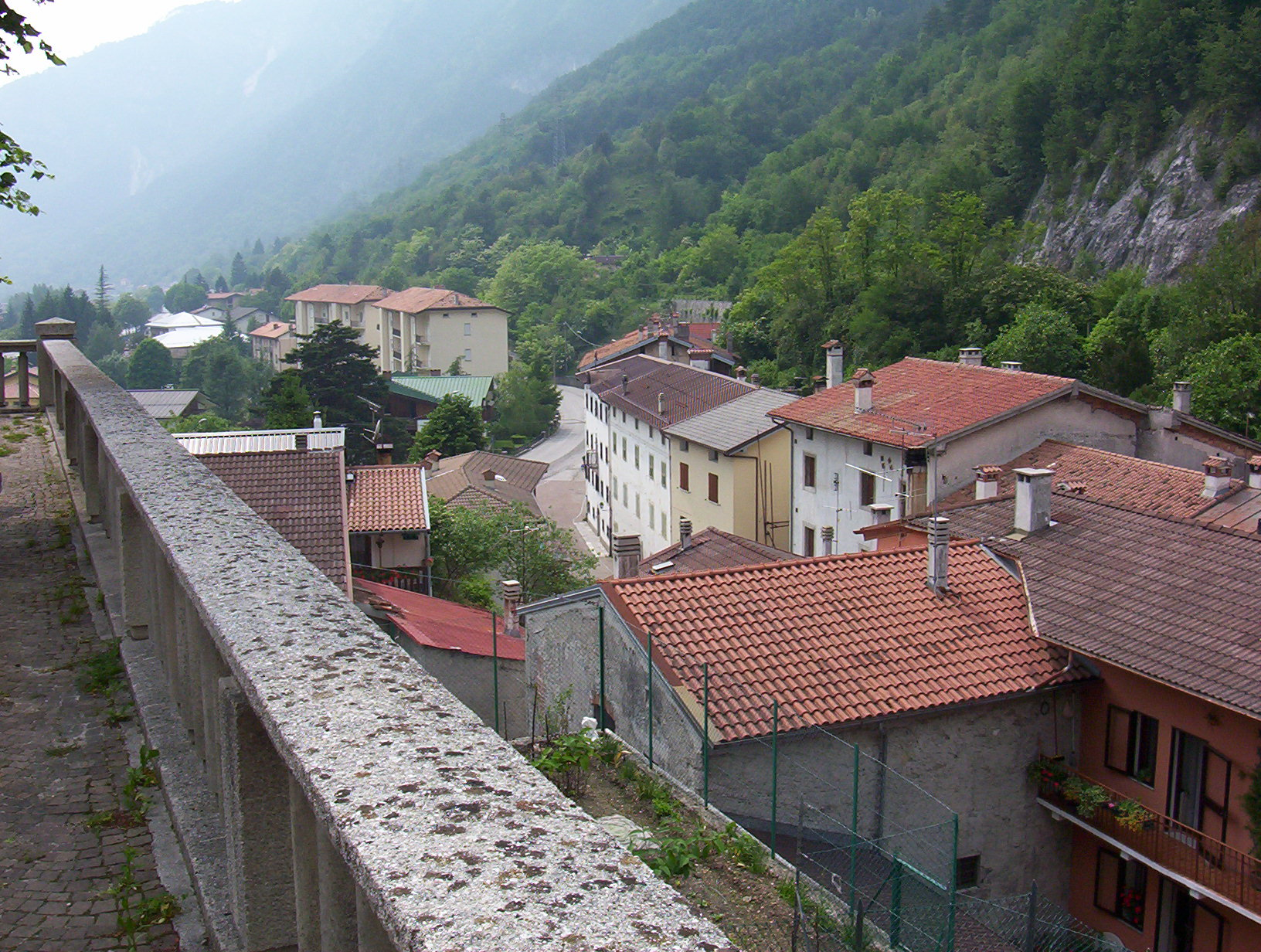
Via Campolaro и Via Roma, вид с площади около приходского храма
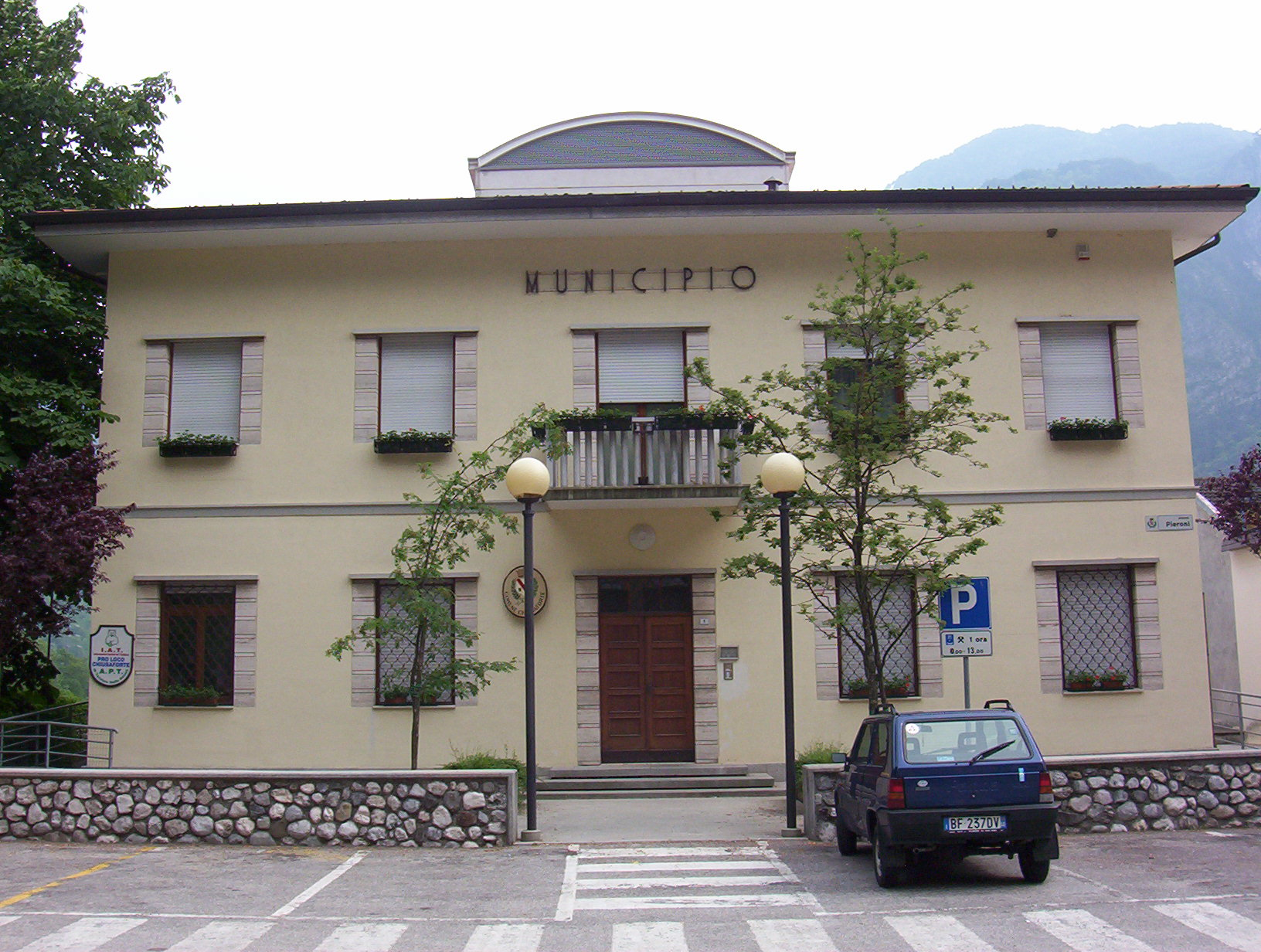
Муниципалитет
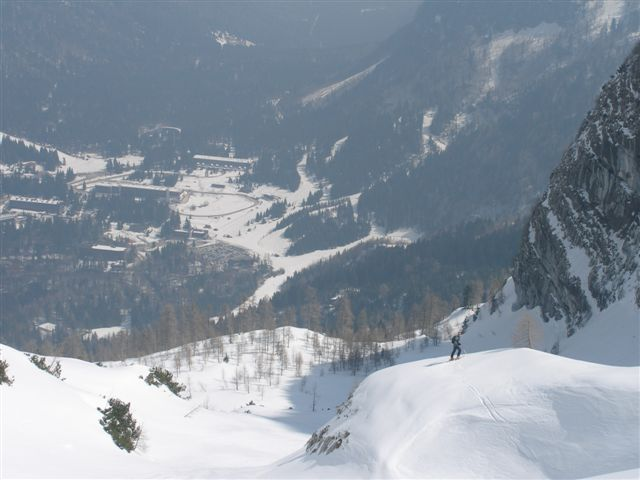
Район Sella Nevea у горы Канин
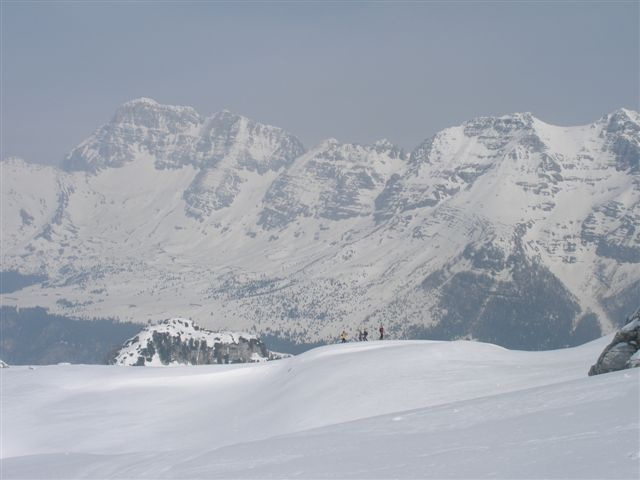
Пик Jôf di Montasio горы Канин
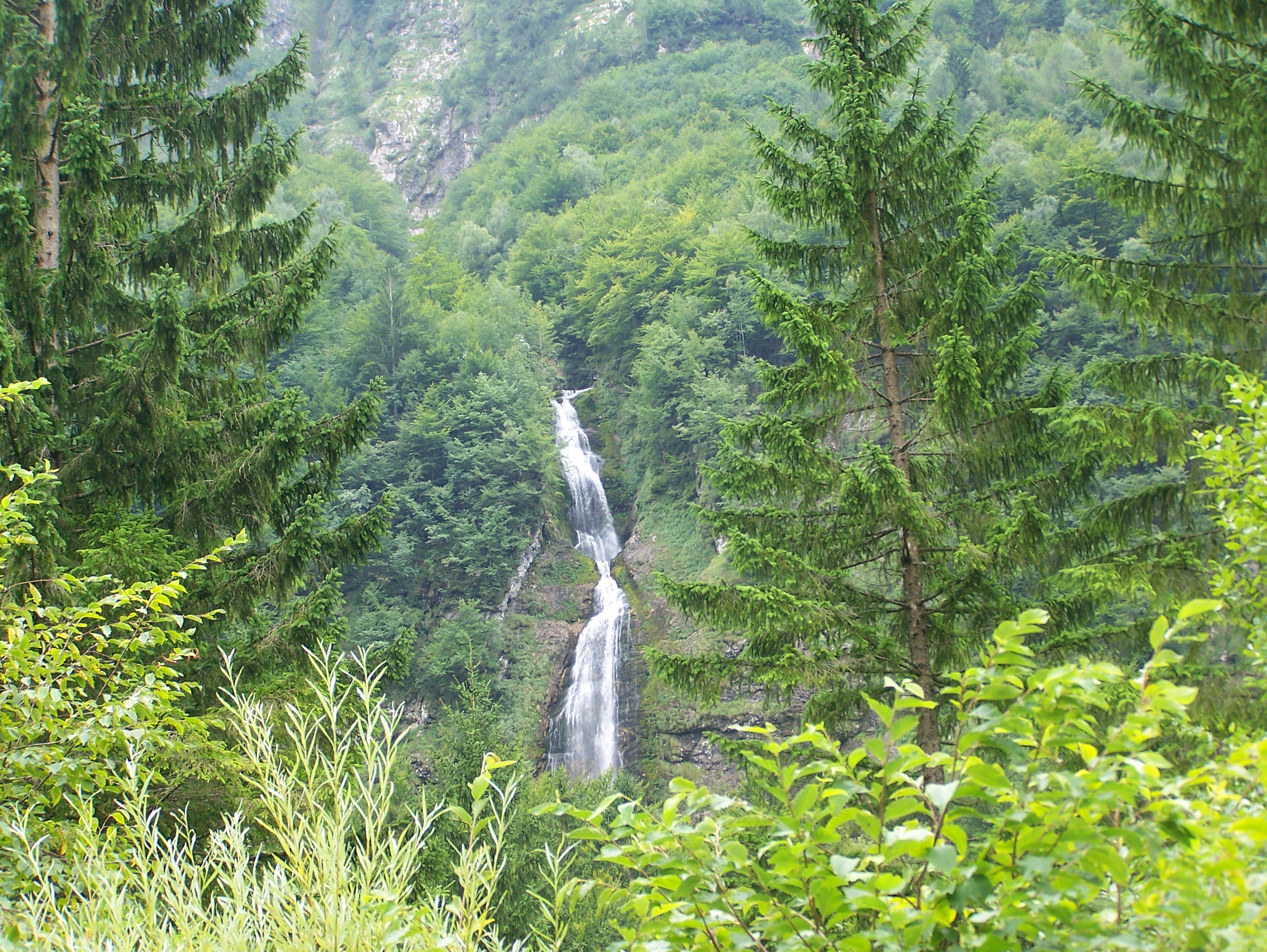
Водопад Goriuda у долины Raccolana